# Pozdišovce
Pozdišovce (ungarisch Pazdics) ist eine Gemeinde in der Ostslowakei.
Die Gemeinde liegt im Norden des Ostslowakischen Tieflandes, am Fluss Duša, der zwischen dem Laborec und der Ondava 40 Kilometer parallel in Richtung Süden fließt. Die Gemeinde grenzt im Nordosten an Močarany, einem Stadtteil von Michalovce, der viertgrößten Stadt der Ostslowakei. Weitere Nachbargemeinden sind Krásnovce im Osten, Šamudovce im Südosten, Laškovce im Süden, Trhovište im Südwesten, Moravany im Westen sowie Suché im Norden.
Die slowakische Fernstraße 50 von Košice über Michalovce in die ukrainische Stadt Uschhorod (gleichzeitig Abschnitt der Europastraßen 50 und 58) führt durch Pozdišovce. Die Bahnlinie Košice–Trebišov–Michalovce streift den südöstlichen Rand der Gemeinde, die Bahnhöfe in Močarany und Laškovce sind jeweils drei Kilometer vom Ortszentrum entfernt.
Der Ort wurde im Jahr 1315 erstmals schriftlich erwähnt, als ein gewisser Peter Pazdics das Land um den Ort verschenkte. Von ihm leitet sich über die ungarische Bezeichnung auch der heutige Name ab. Die heutige evangelische Kirche stammt ursprünglich aus dem Jahr 1334.

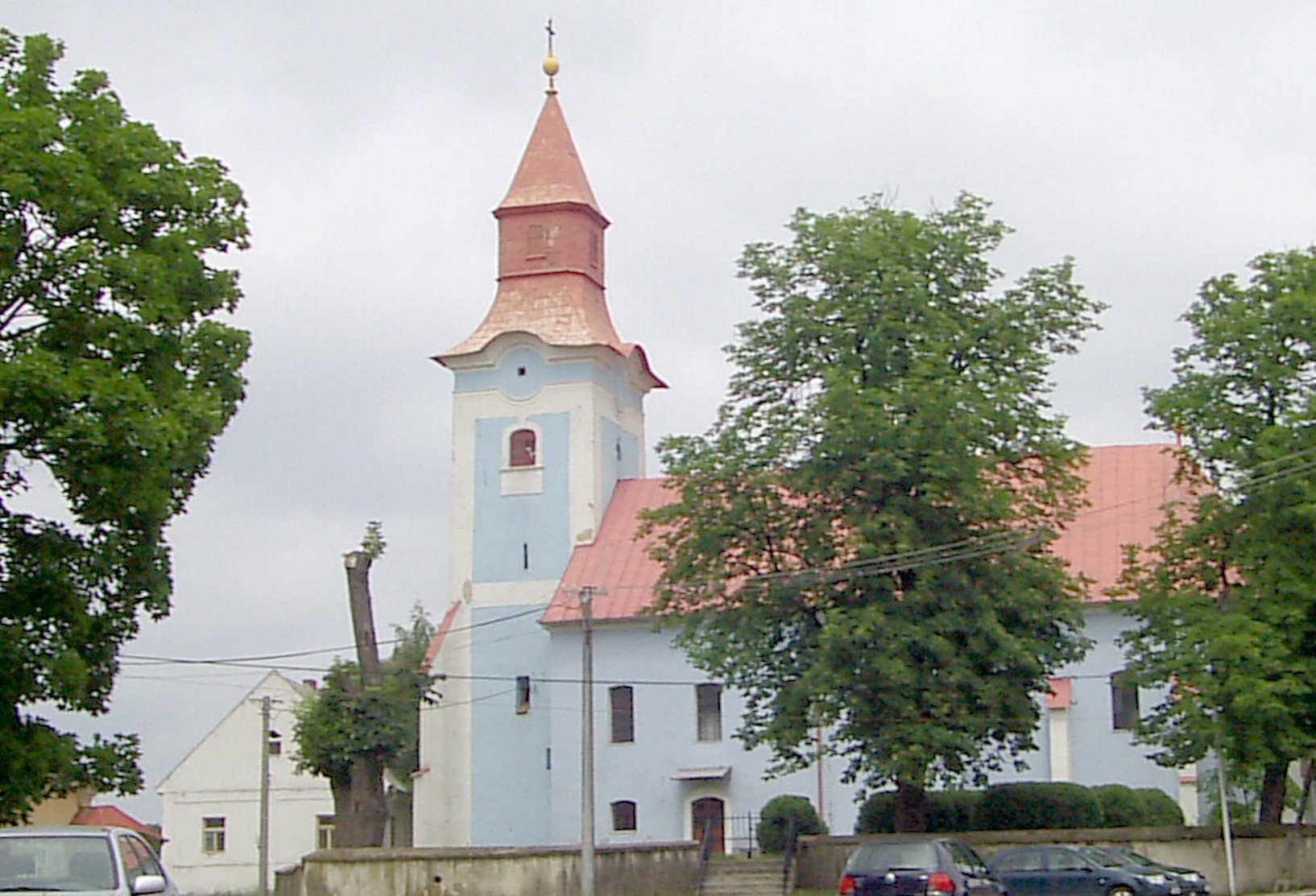
Evangelische Kirche in gotischem Stil in der Gemeinde Pozdišovce

Die Bevölkerung der Gemeinde Pozdišovce besteht zu über 98 % aus Slowaken. Die letzte Erhebung zur Religionszugehörigkeit (2001) ergab auch für ostslowakische Verhältnisse ein selten gemischtes Bild:
- 37 % römisch-katholisch
- 33 % evangelisch
- 15 % orthodox
- 10 % griechisch-katholisch

## Bevölkerung
| Jahr                | 1994 | 2004    | 2014    | 2024    |
| ------------------- | ---- | ------- | ------- | ------- |
| Anzahl der Personen | 1183 | 1227    | 1289    | 1307    |
| Unterschied         |      | +3,71 % | +5,05 % | +1,39 % |

| Jahr                | 2023 | 2024    |
| ------------------- | ---- | ------- |
| Anzahl der Personen | 1312 | 1307    |
| Unterschied         |      | −0,38 % |

## Söhne und Töchter
- Ján Eugen Kočiš (1926–2019), Weihbischof der ruthenischen griechisch-katholischen Kirche in Tschechien mit Sitz in Prag

## Belege
1. ↑  Hustota obyvateľstva - obce [om7014rr_obc=AREAS_SK, v_om7014rr_ukaz=Rozloha (Štvorcový meter)]. Statistical Office of the Slovak Republic, 31. März 2025, abgerufen am 31. März 2025 (slowakisch).
2. ↑  Počet obyvateľov podľa pohlavia - obce (ročne) [om7101rr_obce=AREAS_SK]. Statistical Office of the Slovak Republic, 31. März 2025, abgerufen am 31. März 2025 (slowakisch).
3. ↑  Statistikportal MOŠ (Seite nicht mehr abrufbar, festgestellt im Mai 2019. Suche in Webarchiven)  Info: Der Link wurde automatisch als defekt markiert. Bitte prüfe den Link gemäß Anleitung und entferne dann diesen Hinweis.
4. 1 2  Počet obyvateľov podľa pohlavia - obce (ročne) [om7101rr_obce=AREAS_SK]. Statistical Office of the Slovak Republic, 31. März 2025, abgerufen am 31. März 2025 (slowakisch).